# Cornutiplusia
Cornutiplusia là một chi bướm đêm thuộc họ Noctuidae.

## Các loài
- Cornutiplusia circumflexa – Essex Y (Linnaeus, 1767)